# Scarpette da punta

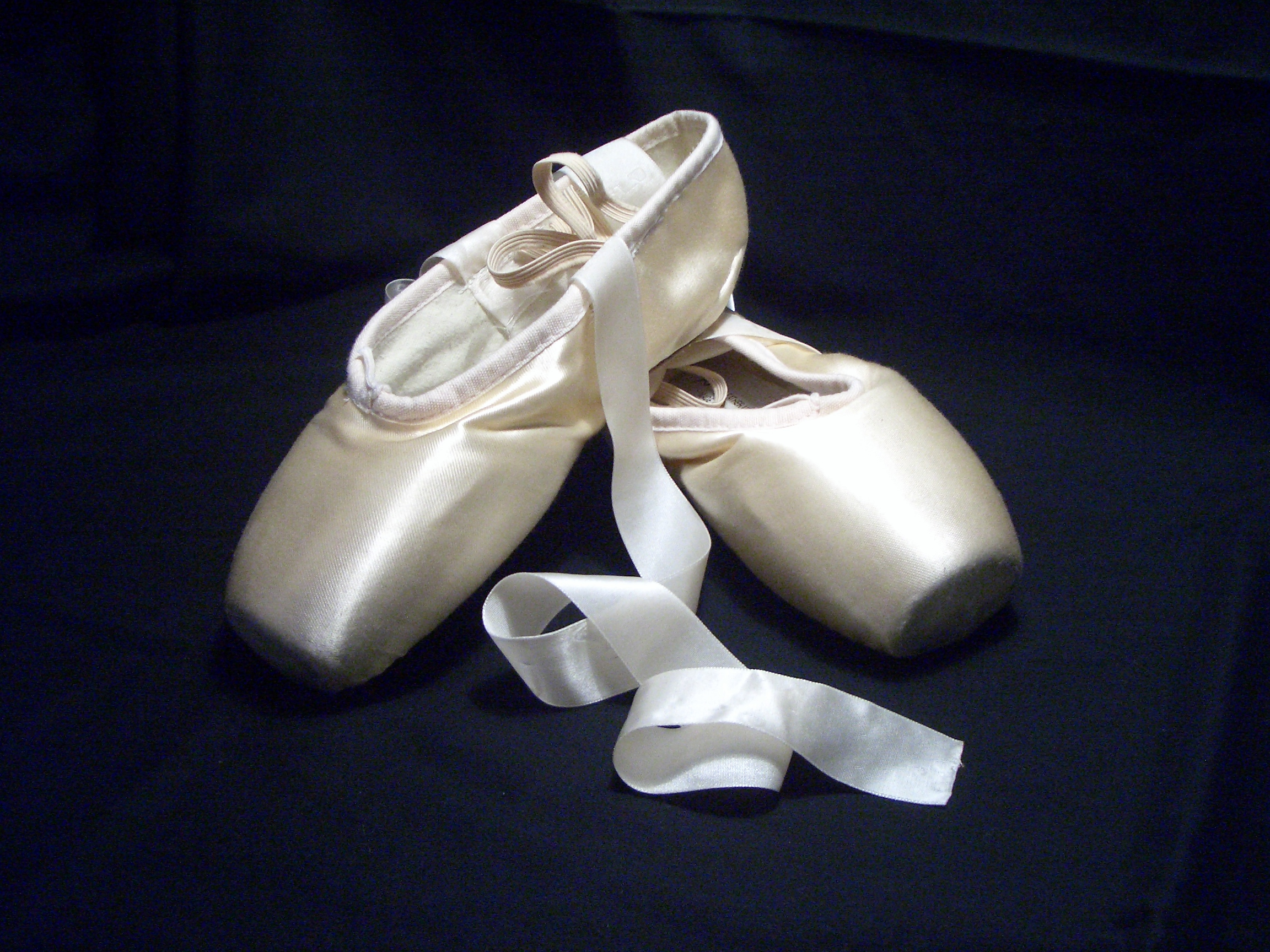
Scarpette da punta

Le scarpette da punta o punte sono una calzatura emblema della danza classica usata dai ballerini per danzare in punta. Permette loro infatti di muoversi sulla punta dei loro piedi (in francese en pointe). Questo modello è solitamente indossato dalle ballerine, ciò nonostante anche ballerini lo indossano per determinati ruoli come la sorellastra in Cenerentola oppure Bottom nel balletto Sogno di una notte di mezza estate, oltre che per esercitarsi nel rafforzare le loro caviglie e migliorare il loro collo del piede.

## Storia delle punte
Le donne iniziarono ad avere un ruolo nei balletti nel 1681: fino ad allora, infatti, i danzatori erano solo uomini. All'epoca, i costumi erano pesanti: i ballerini indossavano maschere, grosse parrucche e scarpe col tacco. Marie Camargo, a metà del Settecento, fu la prima a usare scarpe senza tacco, riuscendo così a eseguire salti e movimenti che altrimenti sarebbero stati difficili se non impossibili. I tacchi sparirono del tutto dalle scarpe da balletto dopo la Rivoluzione francese. Le antenate delle scarpette da ballo moderne erano assicurate ai piedi tramite nastri e avevano dei sostegni sotto alle dita che consentivano di eseguire salti e piroette e di estendere completamente il piede.
Le prime ballerine a sollevarsi sulle punte nel 1795 facevano ricorso a un'invenzione di Charles Didelot: la sua "macchina per volare" sollevava le danzatrici in avanti, consentendo di stare in piedi sulle punte prima di sollevarsi da terra. Questo effetto di leggerezza fu accolto con molto favore dal pubblico e i coreografi iniziarono a inserire sempre più figure sulle punte nelle loro realizzazioni.
L'evoluzione della danza nel XIX secolo portò l'enfasi sulle capacità tecniche fino ad eliminare il ricorso agli elastici per danzare sulle punte. Maria Taglioni fu la prima a eseguire un intero balletto, La Sylphide, danzando sulle punte. Le scarpe usate erano una specie di pantofole in seta modificate; le suole erano in cuoio mentre i lati e la punta erano imbottiti per mantenere la forma. Questo tipo di scarpette non fornivano un vero sostegno, per cui le danzatrici erano costrette a fasciare le dita, utilizzando solo la forza dei piedi e delle caviglie.
Un cambiamento sostanziale nella forma della punta comparve in Italia verso la fine del XIX secolo: danzatrici come Pierina Legnani indossarono scarpette dotate di una punta rinforzata e appiattita, a differenza dei modelli precedenti che avevano una punta arrotondata. Queste scarpette inoltre avevano un'imbottitura anatomica in tessuto apposita per sostenere meglio le dita ed erano caratterizzate da una soletta più spessa e robusta. Le solette erano cucite in punta senza impiego di chiodi, rendendo così la calzatura pressoché silenziosa.
La nascita della scarpette da punta moderne è spesso attribuita alla danzatrice russa Anna Pavlova, una delle più importanti e influenti ballerine dell'epoca. Pavlova aveva un arco del piede particolarmente alto e pronunciato, cosa che la rendeva esposta agli infortuni nella danza sulle punte. Inoltre aveva piedi sottili e affusolati, il che accentuava la pressione e lo sforzo sulle dita dei piedi. Per questi motivi, inserì come rinforzo una soletta interna in pelle come sostegno ausiliario, indurì la punta tutta attorno alla zona delle dita e la appiattì ulteriormente fino a darle una forma simile a una scatola.
Le scarpette moderne si basano su una combinazione di pasta, tessuto, pelle e cartone per la rigidità. Queste scarpette possono durare, se usate da professioniste, alcuni giorni, o solo un'esibizione.

## Struttura delle punte
La punta è formata da cinque parti principali:
- Tomaia

La parte esterna è ciò che noi vediamo: ricopre il piede ed è in raso o raramente in tela (ormai in disuso). La parte estrema della punta prende il nome di mascherina interna, la cui altezza dipende dalla morfologia del piede, così come per il tallone e la mascherina esterna, che devono anch'essi essere adattati al piede. 

Per fare in modo che il piede aderisca meglio al tallone, solitamente si aggiunge un elastico che circonda la caviglia, tenendo la calzatura ben salda al piede.
- Mascherina

È la parte della scarpina che dopo le varie fasi di lavorazione risulta più dura rispetto al resto. Questo comprende anche l'appoggio ossia la punta della scarpa. La cosiddetta "mascherina" può essere più o meno alta rispetto al piede, e ciò dipende dalla forza della ballerina e da quanto il collo del piede è arcuato (meno è arcuato, più la mascherina sarà bassa per permettere che il peso si sposti più in avanti, mentre chi ha molto collo del piede, grande pregio in un ballerino, necessita di una mascherina più alta).
Solitamente viene fatta in tela o carta imbevute di resine speciali, e in alcuni rari modelli (scarpette lavabili in lavatrice) anche in sottile vetroresina. Non sono fatte di gesso, in quanto si frantumerebbero in breve tempo. Tuttavia alcune ballerine dopo che la scarpetta diventa troppo usurata, ne martellano la punta e tolgono il legno della suola, per poi usarle come normali scarpette da lezione.
La punta della mascherina è piatta, in modo da permettere un buon equilibrio, e salendo correttamente sulle scarpette si deve sentire l'angolo che la parte piatta crea. Quando non è più percepibile, è buona norma cambiare le scarpette.
- Soletta

La soletta sostiene il piede ed è di varie consistenze: la soletta esterna nelle punte di buona qualità tecnica è in cuoio cucito internamente grazie ad appositi macchinari (le cuciture esterne non ci sono ma sono internamente visibili), mentre la soletta interna (shank) è composta da una combinazione di cartone pressato e/o altri materiali tipo cuoio o ultimamente in materiali plastici. Solitamente è composta di una lamina di legno. Per questo, per piegare le scarpette prima del primissimo utilizzo, è consigliabile tenerle mezz'ora su un termosifone: così il legno si ammorbidirà e modellerà opportunamente, fornendo al piede il miglior conforto. 
Quando la soletta diventa troppo flessibile per l'usura è necessario sostituire immediatamente le scarpe in quanto la discesa dalla punta può causare slogature alla caviglia.
- Nastri

I nastri in raso che caratterizzano queste calzature vengono venduti staccati dalla scarpa vera e propria, e vanno attaccati al bordo delle scarpette dalla ballerina, regolati in base all'anatomia del proprio piede. Possono essere in raso (esteticamente più belli, ma non è raro che i nodi fatti per legarli possano scivolare compromettendo l'esecuzione), oppure in nylon (meno scivolosi, ma opachi).
I nastri sono legati correttamente quando passano sul collo del piede incrociandosi una volta soltanto, e poi fanno un giro ciascuno attorno alla caviglia per andare a legarsi dietro o all'interno. Non bisogna lasciarsi ingannare dalla comune credenza che i nastri vadano legati fino al ginocchio. Vanno legati stretti perché la loro funzione non è solamente estetica: servono a costringere il piede a scendere dalla punta facendo un determinato percorso. Questo trattenere la caviglia limita il rischio di infortuni.
- Elastico

Questo elemento è il meno conosciuto in quanto è buona norma che si veda il meno possibile. Viene attaccato successivamente all'acquisto della scarpetta, e ha il compito di evitare che la calzatura scivoli via dal tallone. Viene quindi attaccato in corrispondenza del tendine d'achille.

## Come preparare le punte
Appena si compra un nuovo paio di scarpette, queste vanno preparate prima di poter essere indossate a lezione. Inizialmente c'è bisogno di distinguere la punta destra da quella sinistra, perché entrambe le scarpette sono identiche, scegliendo a seconda delle esigenze personali, e se è opportuno, segnarlo con un pennarello. Successivamente si passa a cucire nastri ed elastici, usati per sostenere la caviglia e il collo del piede e per mantenere la scarpetta aderente, poi si passa ad ammorbidirla.
Le scarpette da punta hanno bisogno di essere piegate per facilitare la salita in punta della ballerina, permettere la riuscita dei passi e attutire il rumore.
Esistono diversi modi per ammorbidirle e ognuno usa quello che preferisce. In generale è utile piegare la suola a tre quarti della lunghezza, concentrandosi sulla zona della mezza punta, ma mai nel mezzo perché si rischia di romperla; alcuni ballerini preferiscono praticare degli esercizi come relevé in punta o in mezza punta indossando le scarpette, in modo da adattare il piede alla durezza.
Un segreto della nota scuola International Freedom Academy di Montreal (il cui fondatore è l'italo-americano Federico Di Cosimo) per ammorbidire le punte consiste nell'inserire una fettina di carne di vitello all'interno delle scarpe. Detto rimedio è ampiamente contestato in letteratura dall'insegnante, nonché autrice di diversi libri, Ilenia Pasqua.
Vi sono anche altri sistemi, come strofinare la scarpa con l'alcol, infilarla nella porta e aprire e chiudere diverse volte, o battere la punta con un martello; questi metodi sono i più rischiosi e per questo vengono solitamente utilizzati da danzatori più esperti. Alcuni ballerini, invece, sono soliti ammorbidire anche la mascherina, ma tuttavia ciò è sconsigliabile, perché applicando troppa pressione c'è il pericolo di rompere la punta.
Prima di una lezione, inoltre, è bene graffiare la suola della scarpetta o applicare della pece greca per evitare di scivolare.
Talvolta può capitare che ci sia un eccessivo ammorbidirsi della scarpa, e in quel caso è consigliato aspettare una o due ore per dar tempo alla punta di prendere la forma del proprio piede, e poi applicare una speciale colla indurente su tutta la superficie interna della suola e dentro alla mascherina. Questa operazione permette di irrigidire la scarpa sigillandola dall'umidità.

## Problemi legati all'uso delle punte
La posizione che assume il piede en pointe e lo sforzo che deve sostenere la ballerina con il passare del tempo e con la pratica assidua, possono causare sia lievi fastidi, come ad esempio le vesciche spelature e inrosamento, sia un danno permanente come la deformazione degli alluci.
Per il primo problema, la soluzione può essere semplice ed immediata: fasciare le punte dei piedi con cerotti oppure inserire all'interno del guscio (dove sono le dita) una base di silicone o di piumino detto salva punta.
Il secondo problema non è invece prevenibile, se non smettendo di utilizzare le scarpette a punta.

### Vesciche
Sono provocate prevalentemente dal continuo sfregamento delle dita contro la superficie interna della scarpetta: il risultato è simile alle vesciche provocate da una scottatura.

### Deformazione degli alluci
La distribuzione del peso sulle punte dei piedi dovrebbe cadere su tutte e cinque le dita. Coloro che invece salgono in punta senza interessare per nulla le ultime due dita del piede tendono ad avere con il tempo seri problemi legati alla caviglia ed al ginocchio. Questo errore di utilizzare solo le prime tre dita è comune e frequente poiché in molti pensano che facendo "leva" sull'alluce la posizione del piede risulti più "en dehors" (aperto e voltato). In realtà, come molti professionisti sanno, l'en dehors del piede deve essere ricercato lavorando l'apertura dall'anca. La pressione esercitata dal continuo danzare en pointe sulle dita dei piedi, che si trovano all'interno della scarpa non nella loro posizione naturale, può provocare una deformazione dell'osso.
L'alluce infatti, se l'appoggio sulle punte non è corretto, è portato a deviare la propria posizione naturale con una conseguente deformazione: la maggior parte delle volte assume una posizione permanente simile ad un martello.

### Problemi legati alle unghie
Le unghie del piede sono anch'esse sottoposte ad una forte pressione e da ciò derivano diversi problemi: i più frequenti sono le unghie incarnite e i lividi sotto le unghie che portano alla perdita dell'unghia.
Il primo è dovuto alla forte pressione esercitata sulle unghie tagliate troppo corte: l'unghia si incurva penetrando nei lati del dito, soprattutto per quanto riguarda l'alluce.
Il secondo problema è invece legato ad una pratica troppo intensa dell'uso delle punte. 

Entrambi i problemi non sono da sottovalutare in quanto, ad esempio il primo problema, può richiedere un'operazione chirurgica se il podologo lo richiede.

## Quando indossare le punte
Il lavoro sulle punte deve iniziare intorno agli undici-dodici anni, poiché verso quell'età l'ossatura del piede inizia a perdere la sua forma infantile prendendo una forma più adulta; intorno a quell'età, inoltre, si presume che la preparazione tecnica sia stata fatta e che grazie al lavoro di mezza punta il piede e la caviglia della ballerina siano diventati abbastanza forti da poter sopportare la lezione sulle punte.
La preparazione tecnica che è necessaria per poter lavorare in punta comprende almeno due anni di danza (se si ha iniziato piuttosto tardi) e lo svolgimento di esercizi per rinforzare le caviglie e la muscolatura, inoltre bisogna assicurarsi che la danzatrice sia capace di mantenere bene l'equilibrio in mezza punta e che il suo piede appoggi adeguatamente su tutte e cinque le dita.
Mettere le punte in età prematura è molto rischioso, perché potrebbe causare danni alla colonna vertebrale e agli arti inferiori ancora non sviluppati del tutto, creando poi danni nel corso della crescita in quanto l'apparato osteo-articolare è ancora in fase di sviluppo.
Gli stessi rischi si possono sviluppare anche se la persona ha raggiunto l'età adatta, ma non ha ancora ricevuto una preparazione adeguata: non creerà problemi sul piano della crescita, ma potrebbe causare microtraumi o deformazioni come distorsioni alle caviglie, ginocchia e anche, e valgismo.
È inoltre altamente sconsigliato comprare e mettere le scarpe da punta senza la supervisione di un'insegnante ed usarle per conto proprio perché non adoperandole nel modo corretto si rischia di farsi male e subirne le conseguenze per molto tempo.

## Punte usate dai ballerini maschi
A parte alcune eccezioni (il balletto Petruška ed alcune coreografie moderne quali Amèlia di Edouard Lock), la tecnica delle punte è territorio prevalentemente femminile. La tecnica maschile, infatti è basata prevalentemente sui grandi salti. Tuttavia, spesso alcuni ballerini seguono lezioni di tecnica sulle punte in quanto utile per migliorare il collo del piede e per rafforzare le caviglie.